# Jordan Phillips
Jordan Phillips (Towanda, 15 ottobre 1992) è un giocatore di football americano statunitense che milita nel ruolo di defensive tackle per i Buffalo Bills della National Football League (NFL).

## Carriera

### Miami Dolphins
Dopo avere giocato al college a football ad Oklahoma, Phillips fu scelto nel corso del secondo giro (52º assoluto) del Draft NFL 2015 dai Miami Dolphins. Debuttò come professionista subentrando nella gara del primo turno contro i Washington Redskins in cui mise a segno il primo sack in carriera. La sua stagione da rookie si concluse con 19 tackle e 2 sack in 15 partite, di cui 4 come titolare.

### Buffalo Bills
Il 3 ottobre 2018 Philips firmò con i Buffalo Bills. Il 4 marzo 2019 rifirmò con la squadra.
Nel quinto turno della stagione 2019 Philips mise a segno un nuovo primato personale di 3 sack su Marcus Mariota dei Tennessee Titans nella vittoria per 14-7.

### Arizona Cardinals
Il 6 aprile 2020 Phillips firmò un contratto triennale con gli Arizona Cardinals.